# 16046 Gregnorman
16046 Gregnorman este un asteroid din centura principală de asteroizi.

## Descriere
16046 Gregnorman este un asteroid din centura principală de asteroizi. A fost descoperit pe 5 mai 1999 la Reedy Creek de John Broughton. Asteroidul prezintă o orbită caracterizată de o semiaxă mare de 3,06 ua, o excentricitate de 0,11 și o înclinație de 12,3° în raport cu ecliptica.